# Merate
Merate é uma comuna italiana da região da Lombardia, província de Lecco, com cerca de 14.074 habitantes. Estende-se por uma área de 11 km², tendo uma densidade populacional de 1279 hab/km². Faz fronteira com Calco, Cernusco Lombardone, Imbersago, Montevecchia, Olgiate Molgora, Osnago, Robbiate, Ronco Briantino (MI).

## Demografia
| Variação demográfica do município entre 1861 e 2011                               |
|                                                                                   |
| Fonte: Istituto Nazionale di Statistica (ISTAT) - Elaboração gráfica da Wikipedia |